# 天主教盧森堡總教區
天主教盧森堡總教區（拉丁語：Archidioecesis Luxemburgensi）是羅馬天主教在盧森堡大公國的一個總教區，包括盧森堡全國，並無下轄教區。2006年有教友393,800人，佔全國人口86.5%。另有228堂區、司鐸275人。現任總主教為若望-高德·霍勒利希，輔理主教為良·瓦熱納爾，榮休總主教為威田南·弗朗克。
法國大革命前，盧森堡南部屬天主教特里爾教區，而北部屬天主教列日教區。維也納會議後，盧森堡成為與荷蘭身合的大公國，教宗庇護七世把大公國的天主教會轉移至天主教那慕爾教區之下。
1833年12月25日設監牧區，1840年6月2日升為代牧區。1870年12月27日成為不受教省管轄的教區。1988年4月23日升為總教區。